# Societat de Protecció Mútua de Teixidors de Cotó de Barcelona
La Societat de Protecció Mútua de Teixidors de Cotó de Barcelona o Asociación de Tejedores de Algodón va ser el primer sindicat obrer de Catalunya i d'Espanya, Va ser fundada el 10 de maig de 1840. Va ser dirigida per Joan Muns, Josep Sort Rull, Josep Sugrañes, Vicente Martínez i Pedro Vicheto.
La legislació liberal espanyola considerava contrària a la llibertat de contractació qualsevol normativa que regulés les relacions laborals.
A Catalunya, cap a 1840, la decisió dels fabricants tèxtils d'augmentar la mida de les peces fabricades sense modificar la remuneració dels treballadors va comportar l'inici de les protestes obreres. Per coordinar les accions de protesta i negociar amb els patrons es van elegir comissions de representants. D'aquest moviment de protesta van néixer, el 1840, la Societat de Teixidors (encarregada de les reivindicacions laborals) i l'Associació Mútua de Teixidors de Barcelona (amb un caràcter de societat mutualista).
La societat de teixidors impulsà la constitució de la Junta Central Directiva de les Associacions de Socors Mutus de Barcelona. Totes aquestes societats foren prohibides (per pressió dels empresaris) mitjançant un decret de la Regència Provisional de Madrid de 9 de desembre de 1841. Malgrat aquest decret, la intervenció de l'Ajuntament de Barcelona va fer que la prohibició no fos aplicada. El 16 de gener de 1843 en un ban del Capità General de Catalunya -Antonio Seoane Hoyos- la prohibició va ser reafirmada i la societat de teixidors dissolta.
El primer sindicat català lluitava per la millora dels jornals, per establir borses de treball, una cotització setmanal per part dels associats, el boicot al treball dels no associats i la vaga com a eina de lluita principal. Van fundar un sistema de socors per als acomiadats i, fins i tot uns anys més endavant, van crear tallers de fabricació pròpia, per pal·liar la manca de feina en moments de crisi.
Van anar creant-se altres sindicats per a altres sectors productius (filadors, blanquejadors, impressors, etc.). Els obrers afiliats pagaven una quota, que a més de dedicar-se a aspectes de protecció social també anava destinada a mantenir una caixa de resistència per a pagar el jornal en cas de vaga.